# Collegio di Glasgow North West
Glasgow North West è stato un collegio elettorale scozzese della Camera dei comuni del Parlamento del Regno Unito. Eleggeva un membro del Parlamento con il sistema maggioritario a turno unico; il collegio è stato abolito con la revisione del 2024, e parte della sua area è confluita nel nuovo collegio di Glasgow West.

## Estensione
Il collegio comprendeva i ward della città di Glasgow di Anniesland, Blairdardie, Drumry, Hayburn, Jordanhill, Knightswood Park, Knightswood South, Scotstoun, Summerhill, Victoria Park e Yoker.
Glasgow North West era uno dei sette collegi che coprono l'area della Città di Glasgow, e tutti erano interamente compresi nell'area municipale.
Prima delle elezioni del 2005, l'area della città era coperta da dieci collegi, due dei quali andavano oltre i confini municipali. L'area del collegio Glasgow North West era coperta per la maggior parte da Glasgow Anniesland, e da parte di Glasgow Kelvin.

## Profilo
Questo collegio, che era considerato sicuro per i laburisti, sorgeva sulla riva nord del fiume Clyde. Rappresentava un territorio contrastato, in quanto comprendeva ricche aree della città di Glasgow come Jordanhill e Scotstoun, oltre ad aree più degradate come l'area di Drumchapel.

## Membri del parlamento
| Elezione | Elezione | Deputato                                      | Partito                                       |
| -------- | -------- | --------------------------------------------- | --------------------------------------------- |
|          | 2005     | John Robertson                                | Laburista                                     |
|          | 2015     | Carol Monaghan                                | SNP                                           |
|          | 2024     | Collegio abolito e sostituito da Glasgow West | Collegio abolito e sostituito da Glasgow West |

## Risultati elettorali

### Elezioni negli anni 2010
| Partito                    | Partito                          | Candidato                  | Risultati 12 dicembre 2019 | Risultati 12 dicembre 2019 |
| Partito                    | Partito                          | Candidato                  | Voti                       | %                          |
| -------------------------- | -------------------------------- | -------------------------- | -------------------------- | -------------------------- |
|                            | SNP                              | Carol Monaghan             | 19 678                     | 49,52                      |
|                            | Laburista                        | Patricia Ferguson          | 11 319                     | 28,49                      |
|                            | Conservatore                     | Ade Aibinu                 | 6 022                      | 15,16                      |
|                            | Lib Dem                          | James Speirs               | 2 716                      | 6,84                       |
|                            |                                  |                            |                            |                            |
| Iscritti                   | Iscritti                         | Iscritti                   | 63 402                     | 100,00                     |
| ↳ Votanti (% su iscritti)  | ↳ Votanti (% su iscritti)        | ↳ Votanti (% su iscritti)  | 39 735                     | 62,67                      |
| ↳ Astenuti (% su iscritti) | ↳ Astenuti (% su iscritti)       | ↳ Astenuti (% su iscritti) | 23 667                     | 37,33                      |
|                            |                                  |                            |                            |                            |
|                            | Esito: collegio confermato a SNP |                            |                            |                            |

| Partito                    | Partito                          | Candidato                  | Risultati 8 giugno 2017 | Risultati 8 giugno 2017 |
| Partito                    | Partito                          | Candidato                  | Voti                    | %                       |
| -------------------------- | -------------------------------- | -------------------------- | ----------------------- | ----------------------- |
|                            | SNP                              | Carol Monaghan             | 16 508                  | 42,50                   |
|                            | Laburista                        | Michael Shanks             | 13 947                  | 35,91                   |
|                            | Conservatore                     | Christopher Land           | 7 002                   | 18,03                   |
|                            | Lib Dem                          | James Speirs               | 1 387                   | 3,57                    |
|                            |                                  |                            |                         |                         |
| Iscritti                   | Iscritti                         | Iscritti                   | 72 128                  | 100,00                  |
| ↳ Votanti (% su iscritti)  | ↳ Votanti (% su iscritti)        | ↳ Votanti (% su iscritti)  | 43 854                  | 60,80                   |
| ↳ Astenuti (% su iscritti) | ↳ Astenuti (% su iscritti)       | ↳ Astenuti (% su iscritti) | 28 274                  | 39,20                   |
|                            |                                  |                            |                         |                         |
|                            | Esito: collegio confermato a SNP |                            |                         |                         |

| Partito                    | Partito                                  | Candidato                  | Risultati 7 maggio 2015 | Risultati 7 maggio 2015 |
| Partito                    | Partito                                  | Candidato                  | Voti                    | %                       |
| -------------------------- | ---------------------------------------- | -------------------------- | ----------------------- | ----------------------- |
|                            | SNP                                      | Carol Monaghan             | 23 908                  | 54,52                   |
|                            | Laburista                                | John Robertson             | 13 544                  | 30,88                   |
|                            | Conservatore                             | Roger Lewis                | 3 692                   | 8,42                    |
|                            | Lib Dem                                  | James Harrison             | 1 194                   | 2,72                    |
|                            | Verdi                                    | Moira Crawford             | 1 167                   | 2,66                    |
|                            | CISTA                                    | Chris MacKenzie            | 213                     | 0,49                    |
|                            | Comunista                                | Zoe Hennessy               | 136                     | 0,31                    |
|                            |                                          |                            |                         |                         |
| Iscritti                   | Iscritti                                 | Iscritti                   | 68 414                  | 100,00                  |
| ↳ Votanti (% su iscritti)  | ↳ Votanti (% su iscritti)                | ↳ Votanti (% su iscritti)  | 43 854                  | 64,10                   |
| ↳ Astenuti (% su iscritti) | ↳ Astenuti (% su iscritti)               | ↳ Astenuti (% su iscritti) | 24 560                  | 35,90                   |
|                            |                                          |                            |                         |                         |
|                            | Esito: collegio passa da Laburista a SNP |                            |                         |                         |

| Partito                    | Partito                                | Candidato                  | Risultati 6 maggio 2010 | Risultati 6 maggio 2010 |
| Partito                    | Partito                                | Candidato                  | Voti                    | %                       |
| -------------------------- | -------------------------------------- | -------------------------- | ----------------------- | ----------------------- |
|                            | Laburista                              | John Robertson             | 19 233                  | 54,05                   |
|                            | Lib Dem                                | Natalie McKee              | 5 622                   | 15,80                   |
|                            | SNP                                    | Margaret Park              | 5 430                   | 15,26                   |
|                            | Conservatore                           | Richard Sullivan           | 3 537                   | 9,94                    |
|                            | Verdi                                  | Moira Crawford             | 882                     | 2,48                    |
|                            | BNP                                    | Scott McLean               | 699                     | 1,96                    |
|                            | Comunista                              | Marc Livingstone           | 179                     | 0,50                    |
|                            |                                        |                            |                         |                         |
| Iscritti                   | Iscritti                               | Iscritti                   | 60 928                  | 100,00                  |
| ↳ Votanti (% su iscritti)  | ↳ Votanti (% su iscritti)              | ↳ Votanti (% su iscritti)  | 35 582                  | 58,40                   |
| ↳ Astenuti (% su iscritti) | ↳ Astenuti (% su iscritti)             | ↳ Astenuti (% su iscritti) | 25 346                  | 41,60                   |
|                            |                                        |                            |                         |                         |
|                            | Esito: collegio confermato a Laburista |                            |                         |                         |

### Elezioni negli anni 2000
| Partito                    | Partito                                      | Candidato                  | Risultati 5 maggio 2005 | Risultati 5 maggio 2005 |
| Partito                    | Partito                                      | Candidato                  | Voti                    | %                       |
| -------------------------- | -------------------------------------------- | -------------------------- | ----------------------- | ----------------------- |
|                            | Laburista                                    | John Robertson             | 16 748                  | 49,17                   |
|                            | Lib Dem                                      | Paul Graham                | 6 655                   | 19,54                   |
|                            | SNP                                          | Graeme Hendry              | 4 676                   | 13,73                   |
|                            | Conservatore                                 | Murray Roxburgh            | 3 262                   | 9,58                    |
|                            | Verdi                                        | Martha Wardrop             | 1 333                   | 3,91                    |
|                            | Socialista                                   | Anthea Irwin               | 1 108                   | 3,25                    |
|                            | Laburista Socialista                         | Colin Muir                 | 279                     | 0,82                    |
|                            |                                              |                            |                         |                         |
| Iscritti                   | Iscritti                                     | Iscritti                   | 61 929                  | 100,00                  |
| ↳ Votanti (% su iscritti)  | ↳ Votanti (% su iscritti)                    | ↳ Votanti (% su iscritti)  | 34 061                  | 55,00                   |
| ↳ Astenuti (% su iscritti) | ↳ Astenuti (% su iscritti)                   | ↳ Astenuti (% su iscritti) | 27 868                  | 45,00                   |
|                            |                                              |                            |                         |                         |
|                            | Esito: collegio a Laburista (nuovo collegio) |                            |                         |                         |

## Risultati dei referendum

### Referendum sulla permanenza del Regno Unito nell'Unione europea del 2016
|        | Collegio           | Lasciare UE % | Rimanere in UE % |
| ------ | ------------------ | ------------- | ---------------- |
|        | Glasgow North West | 31,5%         | 68,5%            |
| Scozia | 38,0%              | 62,0%         |                  |
|        | Regno Unito        | 51,9%         | 48,1%            |